# Hans Rudolf Sennhauser
Hans Rudolf Sennhauser (* 12. April 1931 in Zurzach) ist ein Schweizer Kunsthistoriker und Mittelalterarchäologe. Er gilt in der Schweiz als Experte auf dem Gebiet der Kirchenarchäologie.

## Leben
Hans Rudolf Sennhauser studierte von 1951 bis 1964 Zürich, München und Basel Kunstgeschichte, allgemeine Geschichte, historische Hilfswissenschaften und Klassische Archäologie. 1964 wurde er mit er in Basel mit einer ungedruckt gebliebenen Arbeit zur kirchlichen Architektur der vor- und frühromanischen Zeit im Gebiet der heutigen Schweiz und des Fürstentums Liechtenstein promoviert, 1967 an der Universität Basel habilitiert. 1971 wurde er Assistenzprofessor an der Universität Zürich, 1985 ordentlicher Professor, jeweils mit dem Fachgebiet Kunstgeschichte des Mittelalters und Archäologie der frühchristlichen, hoch- und spätmittelalterlichen Zeit. Parallel dazu war er von 1980 bis 1985 ausserordentlicher Professor für Denkmalpflege, insbesondere Archäologie, an der ETH Zürich, von 1985 bis 1996 ordentlicher Professor.
Sennhauser betrieb ab den 1960er Jahren ein eigenes Büro für archäologische Ausgrabungen und Bauuntersuchungen, das zahlreiche Grabungen in Kirchen und Klöstern der Schweiz durchführte. 1966 sowie von 1973 bis 1974 war er an Grabungen am Basler Münster beteiligt. Mitte der 1990er Jahre war er an der archäologischen Forschung am Kloster in Müstair beteiligt. Zudem leitete er Ausgrabungen in der Klosterkirche St. Gallen, im Kloster Disentis und St. Peter in Mistail. Darüber hinaus ist er Autor von vielen Büchern und Schriften zu kunsthistorischen bedeutsamen Kirchen und Gebäuden in der Schweiz.
Tausende von Artefakten und Dokumentationen waren im Jahr 2016 noch nicht ausgewertet, auch weil sie teils auch ein halbes Jahrhundert nach den Ausgrabungen nicht an die auftraggebenden Kantone, sondern 2009 in eine von Sennhauser gegründete Stiftung gegangen waren. Nach Gerichtsentscheidungen von zwei Instanzen musste die von Sennhauser eingerichtete und präsidierte Stiftung die Grabungsunterlagen zum Basler Münster dem Kanton Basel-Stadt übergeben. St. Gallen erhielt 2014 drei Tonnen Grabungsmaterial, aber nur eine unvollständige Dokumentation. Insgesamt ging es um 57 Streitfälle in 13 Kantonen.